# Национални парк Североисточни Гренланд
Национални парк Североисточни Гренланд (гренл. Kalaallit Nunaanni nuna eqqissisimatitaq, дан. Grønlands Nationalpark) је највећи национални парк на свету са површином од 972.000 km² и 10. највеће заштићено подручје (једина већа заштићена подручја се састоје углавном од мора). Он је већи од свих осим 29 од 195 земаља света. Био је то први национални парк који је створен у Краљевини Данској и остаје једини национални парк Гренланда. То је најсевернији национални парк на свету. Он је други по величини површине у било којој другој потподели било које земље на свету, иза региона Кикикталук, Нунавут, Канада.
Налази се у североисточном делу Гренланда. Основан је 1974. године, а обухвата обалу и копно североисточног дела острва. У парку нема сталних насеља, а повремено истраживачи бораве у местима Местерсвиг и Данеборг. Фауну парка сачињавају поларни медведи, затим снежне сове, вукови, лосови, јелени, фоке и др.

## Геогрфија
Парк дели границе, углавном постављене као праве линије, са општином Сермерсок на југу и са општином Аваната на западу, делом дуж 45° западног меридијана на леденој капи. Велика унутрашњост парка је део Гренландског леденог покривача, али постоје и велике површине без леда дуж обале и на Перијевој земљи на северу. Парк обухвата географске области земље краља Фридриха VIII и земље краља Кристијана X.
Подручје је подложно већем губитку леда од очекиваног.

## Историја
Првобитно основан 22. маја 1974. године из северног, практично ненасељеног дела бивше општине Итокортормит у Туну (Источни Гренланд), 1988. године парк је проширен за још 272.000 km2 (105.000 sq mi) на своју садашњу величину, додајући североисточни део бившег округа Авана (Северни Гренланд). Јануара 1977, проглашен је међународним резерватом биосфере. Парк надгледа Одељење за животну средину и природу Гренланда. Историјски истраживачки кампови на леденом покривачу — Ејсмит и Норт Ајс — спадају у границе данашњег парка.

## Популација
Парк нема сталну људску популацију, иако се 400 локација повремено користи током летњег периода. Године 1986. популација парка је била 40, живећи у Местерсвигу. Ових 40 је било укључено у операције чишћења и затварања на локацијама за истраживање рударства и убрзо су отишли. Од тада су пописи забележили нулту сталну популацију. Године 2008, само 31 особа и око 110 паса били су присутни током зиме на североисточном Гренланду, распоређени по следећим станицама (све од којих на обали, осим Самитског кампа):
- Данеборг (12), седиште Сиријус патроле, полицијске агенције у парку[11][12]
- Данмаркшавн (8), цивилна метеоролошка станицаn[13]
- Станица Норд (5) војна база[14]
- Местерсвиг (2) војна испостава са 1800 m шљунковите писте[8]
- Закенберг (0), истраживачка станица само за лето[15][15]
- Самитски камп (4), истраживачка станица на Гренландском леденом покривачу[16][17][18]

Током лета научници увећавају ове бројке. Истраживачка станица Закенберг еколошке истраживачке операције (ZERO) 74° 28′ 11″ С; 20° 34′ 15″ З / 74.469725° С; 20.570847° З може да угости преко 20 научника и особља станице.

## Фауна
Око 5.000 до 15.000 мошусних говеда, као и бројни поларни медведи и моржеви, могу се наћи у близини обалских делова парка. Године 1993. процењено је да је ово сачињавало 40% светске популације мошусног говечета. Остали сисари укључују арктичку лисицу, велику ласицу, гренландског леминга, арктичког зеца и малу, али важну популацију гренландског вука. Остали морски сисари обухватају прстенасту фоку, брадату фоку, гренландску фоку и фоку мехурачу, као и нарвала и белугу.
Врсте птица које се гнезде у парку су велики северни ронилац, белобраза гуска, краткокљуна гуска, обична патка, краљевска патка, арктички соко, снежна сова, бела спрутка, тундровска јаребица и гавран.

## Галерија
- Фјорд Франца Јозефа
- Закенберг
- Положај парка на мапи